# Boulevard du Maréchal-de-Lattre-de-Tassigny (Suresnes)
Le boulevard du Maréchal-de-Lattre-de-Tassigny est une voie publique de la commune de Suresnes, dans le département français des Hauts-de-Seine.

## Situation et accès
Le boulevard du Maréchal-de-Lattre-de-Tassigny commence boulevard Washington, au croisement avec la rue Cluseret et l'avenue des Landes, et se termine avenue Édouard-Vaillant, au croisement avec la rue de la Procession et la rue du Docteur-Marc-Bombiger, peu avant l'entrée de la cité-jardin de Suresnes.
Il est desservi par la gare de Suresnes-Mont-Valérien, sur la ligne L du Transilien (réseau Paris-Saint-Lazare) et la ligne U (La Défense - La Verrière).

## Origine du nom

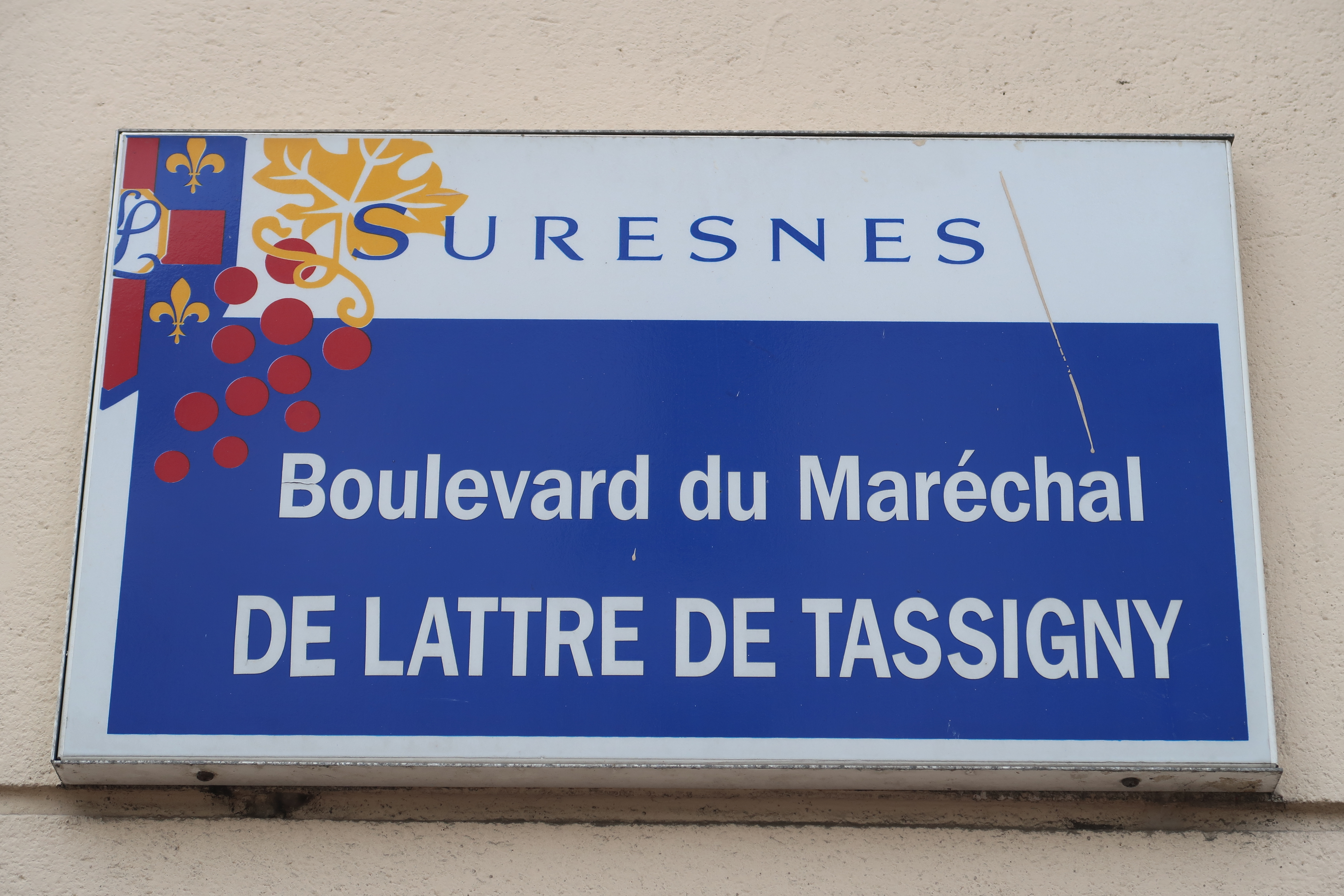
Plaque.

Cette voie de circulation porte le nom du maréchal de France Jean de Lattre de Tassigny (1889-1952).

## Historique

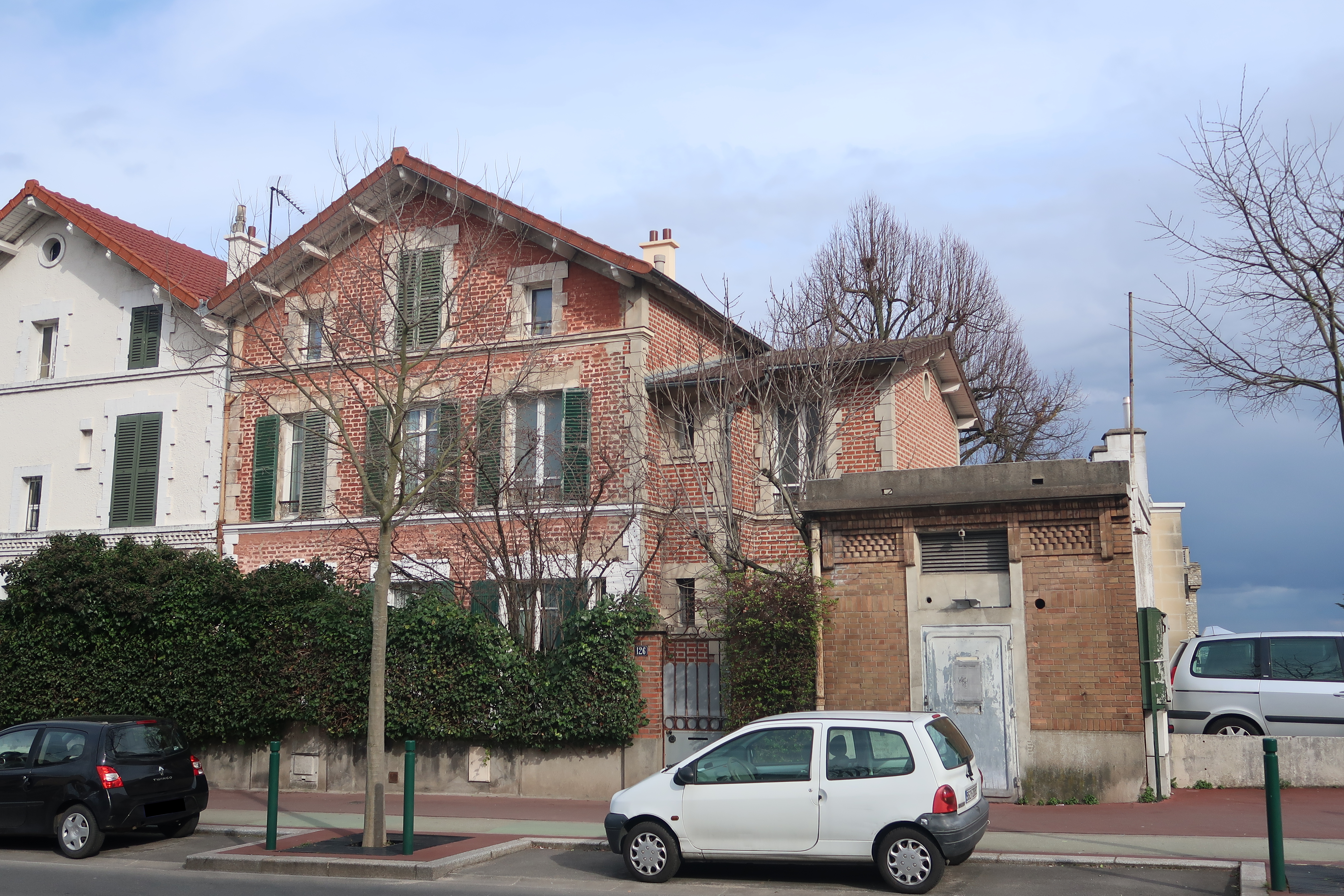
Une maison sur le boulevard.

Du Moyen Âge à l'Ancien Régime, le tracé de l'actuel boulevard correspond à l'une des limites du domaine de Suresnes.
La forteresse du Mont-Valérien est construite dans les années 1840. Une route stratégique aménagée en contrebas le relie aux autres forts qui entourent Paris. En 1917, la route est renommée boulevard Washington puis, en 1952, la section sud de ce boulevard est détachée pour être renommée boulevard du Maréchal-de-Lattre-de-Tassigny.
Au XXe siècle, le boulevard est progressivement loti de maisons puis d'immeubles résidentiels.

## Bâtiments remarquables et lieux de mémoire

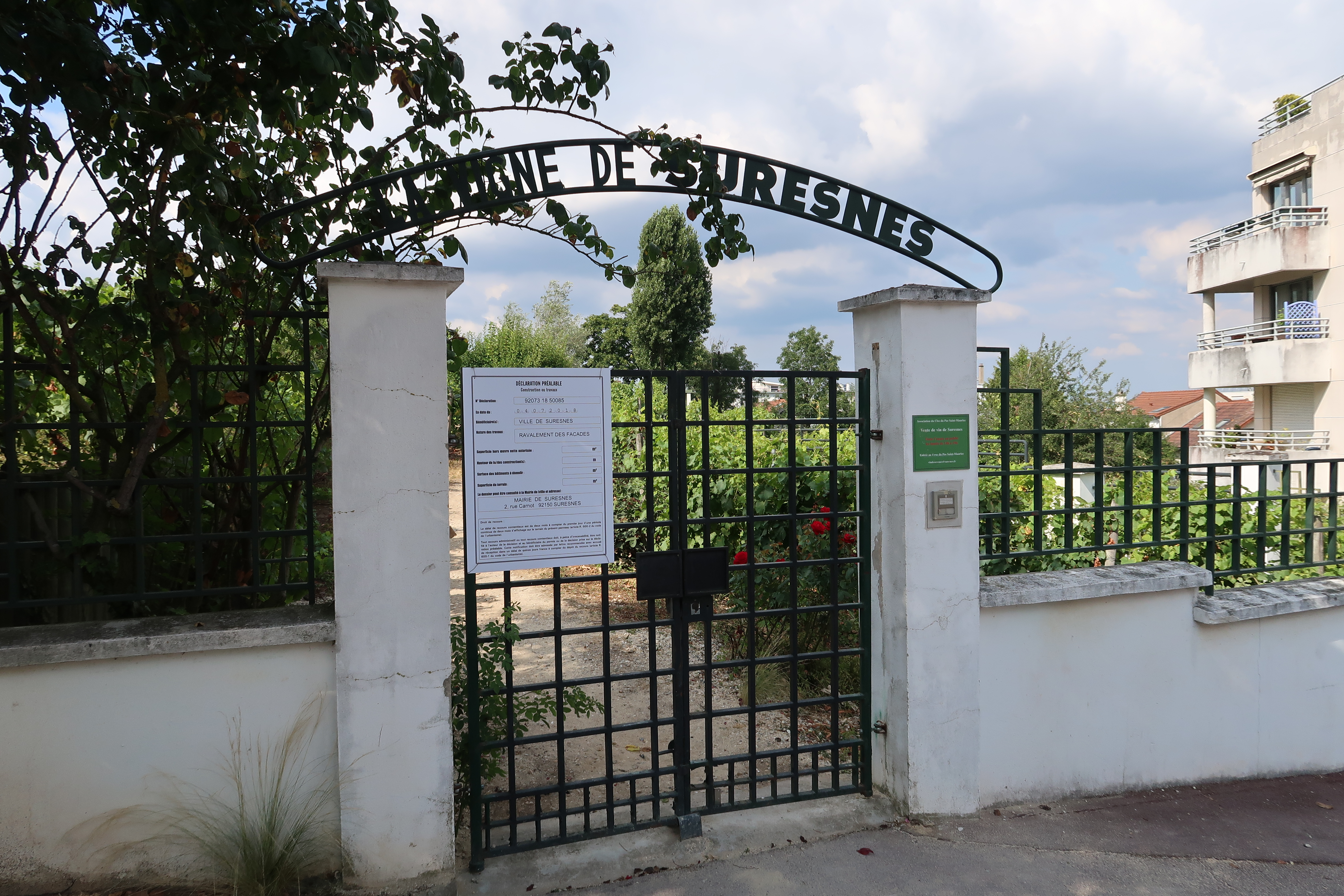
Entrée des vignes de Suresnes.

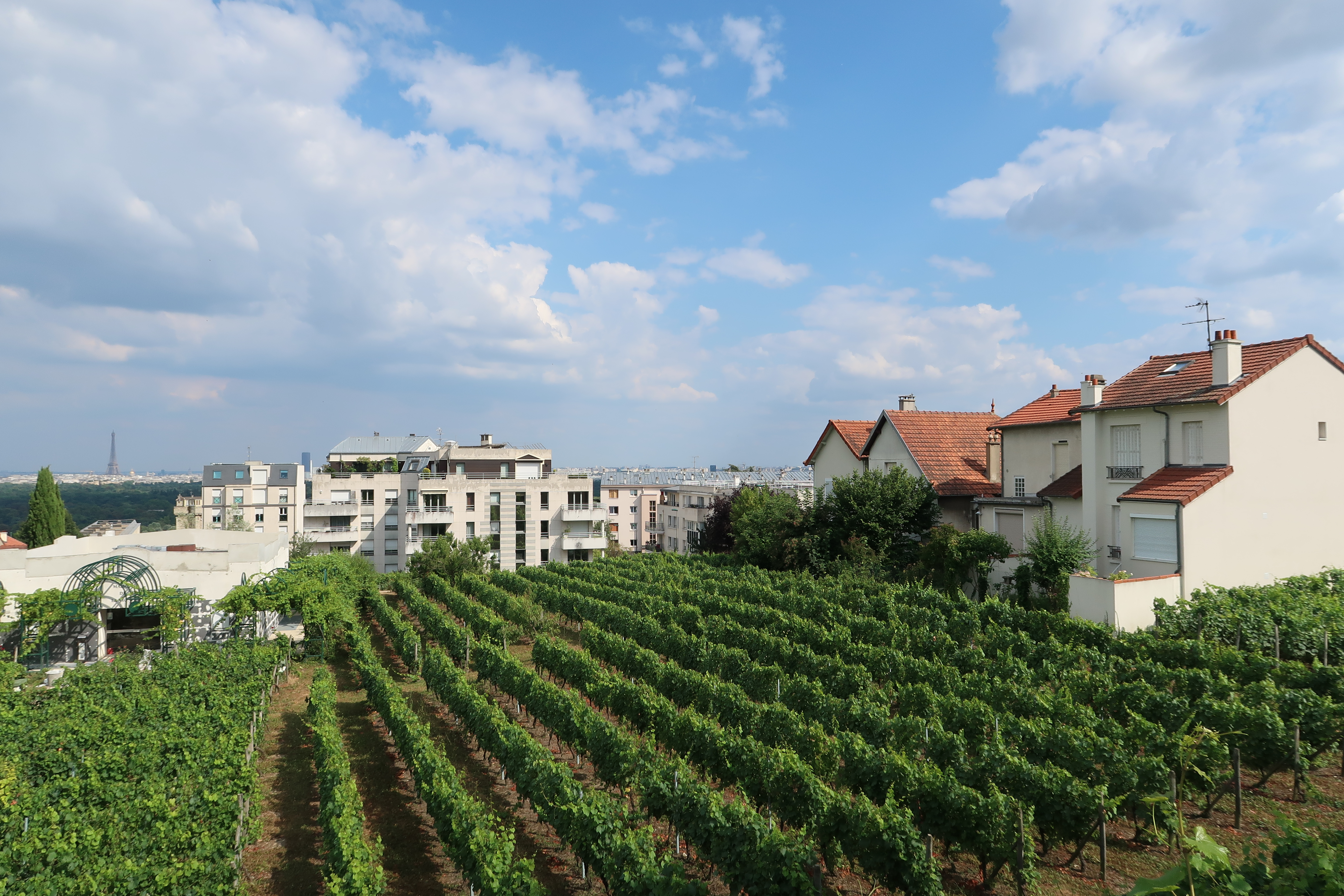
Les vignes.

- No 73, autre entrée 4 rue du Pas-Saint-Maurice : vignes de Suresnes[4]. Dans le sillage d'une tradition municipale viticole ancienne mais alors que l'industrialisation et l'urbanisation ont presque fait disparaître les vignes du territoire suresnois, la municipalité achète en 1926 ce terrain dit du Pas Saint-Maurice, alors une ancienne carrière de gypse[5]. Le maire Henri Sellier y fait planter quelques ceps. En 1965, l'adjoint au maire et petit-fils de maître de chais bordelais Étienne Lafourcade[6] fait planter des cépages blancs (85 % de chardonnay et 15 % de sauvignon) sur 70 ares. À partir de 1983, la plantation et la vinification sont professionnalisées, le domaine passant à un hectare[7].
La vigne de Suresnes est classée site protégé et la commune est l'une des rares villes d'Île-de-France à encore posséder un vignoble et à produire du vin (4500 bouteilles par an)[8],[9],[10]. En 1984 est créée la Confrérie du Taste-Vin de Suresnes, par l'association du Clos du Pas Saint-Maurice, qui veille à entretenir et sauvegarder cet héritage. Deux fois dans l'année, le jour de la Saint-Vincent (patron des vignerons) le 22 janvier et lors de la fête des Vendanges le premier dimanche d'octobre, ont lieu des cérémonies d'intronisation de nouveaux membres[8], parmi lesquels on compte de nombreuses personnalités (Michel Péricard, Paul Guth, René Barjavel, André Théron, Nino Cerruti, Ivry Gitlis, Jean-Jacques Descamps, Roland Castro ou encore Bruno Cremer)[5],[11],[12].
En 1992, le vin de Suresnes reçoit l'appellation « vin de pays des Hauts-de-Seine »[5] puis en 2020 fait l'objet d'une indication géographique protégée (IGP)[13]. L'histoire viticole étant inséparable de celle de la commune, de la vigne figure sur le blason de Suresnes[14]. Les vignes se visitent[8].
- No 116 : dans le pâté de maisons délimité par le boulevard, la rue des Raguidelles, le chemin des Hocquettes et la rue du Docteur-Émile-Roux se trouvait autrefois la propriété de l'illustrateur Jean Auguste Marc (1818-1886), ancienne villa Mœndel, puis villa Léa. En 1860, il participa comme journaliste au voyage impérial de Napoléon III en Algérie. Sur sa propriété suresnoise, il fit édifier une « mosquée » néo-mauresque (disparue dans les années 1950) et un minaret (détruit dans les années 1920). La peintre Rosa Bonheur vint lui rendre visite. Jean Auguste Marc fut par ailleurs adjoint au maire de la commune de 1875 à 1878 et fut inhumé dans la concession familiale du cimetière Carnot. Le site est remplacé par le domaine des Hocquettes, une résidence d'immeubles, dans les années 1950[15],[16].
- Le parking du no 124 offre un panorama sur le « donjon » de Suresnes, avec en arrière plan la tour Eiffel.